# Antiochos 6. af Seleukideriget
Antiochos 6. Dionysos (ca. 147 f.Kr. – 138 f.Kr.) var konge af Seleukideriget 145 f.Kr. til 142 f.Kr.

## Den unge konge
Antiochos 6. var søn af kong Alexander Balas og dronning Kleopatra Thea. Da faderen kom under pres i borgerkrigen mod Demetrios 2. Nikator i 146/145 f.Kr., fik han bragt sønnen i sikkerhed hos en allieret arabisk høvding, der fungerede som fosterfader for Antiochos.
Efter faderens død fortsatte general Diodotos kampen og bragte den nu ca. to-årige Antiochos ind på scenen og proklamerede ham som konge. Antiochos var ikke andet et et redskab for Diodotos og hans egne aspirationer til magten. Da Diodotos i de næste par år var succesfuld i krigen mod Demetrios 2., valgte han at tilsidesætte Antiochos 6. og proklamere sig selv som konge under navnet Tryfon.
I 140/138 f.Kr. fik Tryfon Antiochos 6. dræbt under påskud af en fejlslagen kirurgisk operation. Ved sin død var Antiochos 6. syv til ni år gammel.